# Platja del Borró
La platja del Borró, també anomenada platja del Borró Gran, o del Borró de dins, o d'Assutzenes, és una platja natural del municipi de Colera (Alt Empordà) situada a 4 km de la població, a la badia de Garbet, entre la platja de Garbet i la platja del Borró d'enfora. Té una longitud de 93 m i una amplada mitjana de 18 m, de sorres fines, graves i còdols. L'accés és per un curt caminet que baixa des de la carretera N-260, o pel camí de ronda des de la platja de Garbet.
La platja té un sistema dunar associat d'uns 82 m d'amplada, on creix el borró (Ammophila arenaria), planta que dona nom a la platja. El nom d'Assutzenes fa referència a un altre planta que hi creix, el lliri blanc (Lilium candidum).